# Bychawa (gmina)
Pour les articles homonymes, voir Bychawa (homonymie).
Bychawa  est une gmina mixte ou urbaine-rurale (gmina miejsko-wiejska) du powiat de Lublin, dans la Voïvodie de Lublin, dans l'est de la Pologne.
Son siège administratif (chef-lieu) est la ville de Bychawa, qui se situe environ 26 km au sud de la capitale régionale Lublin (siège du powiat et capitale de la voïvodie).
La gmina couvre une superficie de 146,19 km2 pour une population de 12 311 habitants en 2006 répartie pour la ville de Bychawa de 5 285 habitants et une population rurale de 7 026 habitants.

## Histoire
De 1975 à 1998, la gmina est attachée administrativement à l'ancienne Voïvodie de Lublin.

Depuis 1999, elle fait partie de la nouvelle voïvodie de Lublin.

## Géographie
Outre la ville de Bychawa, la gmina inclut les villages de :

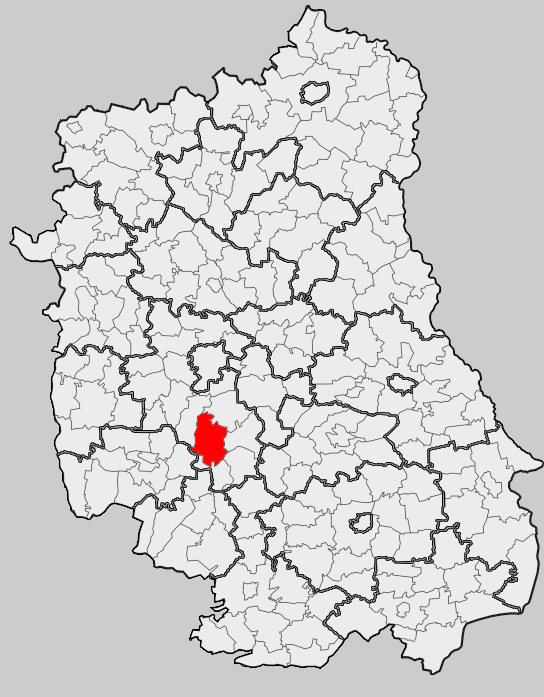
Position de la gmina dans la voïvodie

- Bychawka Druga
- Bychawka Druga-Kolonia
- Bychawka Pierwsza
- Bychawka Trzecia
- Bychawka Trzecia-Kolonia
- Gałęzów
- Gałęzów-Kolonia Druga
- Gałęzów-Kolonia Pierwsza
- Grodzany
- Józwów
- Kosarzew Dolny-Kolonia
- Kowersk
- Łęczyca
- Leśniczówka
- Marysin
- Olszowiec
- Olszowiec-Kolonia
- Osowa
- Osowa-Kolonia
- Podzamcze
- Romanów
- Skawinek
- Stara Wieś Druga
- Stara Wieś Pierwsza
- Stara Wieś Trzecia
- Urszulin
- Wandzin
- Wincentówek
- Wola Duża
- Wola Duża-Kolonia
- Wola Gałęzowska
- Wola Gałęzowska-Kolonia
- Zadębie
- Zaraszów
- Zaraszów-Kolonia
- Zdrapy

### Gminy voisines
La gmina de Bychawa est voisine des gminy de :
- Jabłonna
- Krzczonów
- Strzyżewice
- Wysokie
- Zakrzew
- Zakrzówek

## Structure du terrain
D'après les données de 2002, la superficie de la commune de Bychawa est de 146,19 kilomètres carrés, répartis comme telle :
- terres agricoles : 85 %
- forêts : 8 %

La commune représente 8,7 % de la superficie du powiat.

## Démographie
Données duu 30 juin 2004 :
| Description        | Total  | Total | Femmes | Femmes | Hommes | Hommes |
| ------------------ | ------ | ----- | ------ | ------ | ------ | ------ |
| Unité              | Nombre | %     | Nombre | %      | Nombre | %      |
| Population         | 12 400 | 100   | 6 354  | 51,2   | 6 046  | 48,8   |
| Densité (hab./km²) | 84,8   | 84,8  | 43,5   | 43,5   | 41,4   | 41,4   |